# Kutamanah
Kutamanah is een bestuurslaag in het regentschap Purwakarta van de provincie West-Java, Indonesië. Kutamanah telt 3201 inwoners (volkstelling 2010).